# Liste der Kulturgüter in der Region Viamala
Die Liste der Kulturgüter in der Region Viamala enthält alle Objekte in den Gemeinden der Region Viamala im Kanton Graubünden, die gemäss der Haager Konvention zum Schutz von Kulturgut bei bewaffneten Konflikten, dem Bundesgesetz vom 20. Juni 2014 über den Schutz der Kulturgüter bei bewaffneten Konflikten sowie der Verordnung vom 29. Oktober 2014 über den Schutz der Kulturgüter bei bewaffneten Konflikten unter Schutz stehen.

## Kulturgüterlisten der Gemeinden
- Andeer
- Avers
- Cazis
- Domleschg
- Ferrera
- Flerden *
- Fürstenau
- Masein
- Muntogna da Schons
- Rheinwald
- Rongellen *
- Rothenbrunnen
- Scharans
- Sils im Domleschg
- Sufers *
- Thusis
- Tschappina *
- Urmein *
- Zillis-Reischen

* Diese Gemeinde besitzt keine Objekte der Kategorien A oder B, kann aber (zzt. nicht dokumentierte) C-Objekte besitzen.